# E4X
ECMAScript for XML（E4X）是一扩展了ECMAScript（包含ActionScript、DMDScript、JavaScript、JScript等）的程式語言，它增加对 XML 的内在支持。它的目標是在訪問XML文檔时，提供一種更直观、語法更簡潔的的 DOM 接口。它也是处理XML时的一种新的方式。在 E4X 版本之前，通常总是在 Objcet（对象）层次上访问XML，而 E4X 则是把 XML 当做原始数据（primitive）来处理（比如字符、数字和布尔值）。这也意味着更快的访问速度、更好的支持、和使 XML 可以成为程序的一个组块（数据结构）。

## 示例
```
 
var
 
sales
 
=
 
<
sales
 
vendor
=
"John"
>

     
<
item
 
type
=
"peas"
 
price
=
"4"
 
quantity
=
"6"
/>

     
<
item
 
type
=
"carrot"
 
price
=
"3"
 
quantity
=
"10"
/>

     
<
item
 
type
=
"chips"
 
price
=
"5"
 
quantity
=
"3"
/>

   
<
/sales>;

 
alert
(
 
sales
.
item
.(
@
type
 
==
 
"carrot"
).
@
quantity
 
);

 
alert
(
 
sales
.
@
vendor
 
);

 
for
 
each
(
 
var
 
price
 
in
 
sales
..
@
price
 
)
 
{

   
alert
(
 
price
 
);

 
}

```

## 實現
E4X 的第一个实现是由 Terry Lucas 和 John Schneider 设计的，出现在 BEA 于2002年2月发布的 Weblogic Workshop 7.0中。BEA 的实现是基于 Rhino， 并且于2004年6月先于 ECMAScript E4X 规范发布。John Schneider 当时写了一篇关于 BEA 的 Workshop 的文章（页面存档备份，存于）。这个 E4X 语言前身的参考文档目前仍然可用。
- E4X 在（至少部分地）SpiderMonkey（Gecko的JavaScript引擎）和 Rhino（Mozilla 的另一个用 Java 而非 C 写的 JavaScript 引擎）中實現。

注意：為了正確地在Firefox 1.5中運行E4X，你必須在腳本的HTML標籤中將類型（type）值後面加入“；e4x=1”字串（例：<script type="text/javascript; e4x=1">）。
- 由于 Mozilla Firefox 是基於 Gecko 引擎的，所以它可以用 E4X 運行腳本。該規範相當新，只有1.5及以后版本支持。

- Macromedia的ActionScript3腳本語言完整地支持 E4X，ActionScript 3 在2005年末已可用。Adobe 于 2006年6月28日随 Flash Player 9 正式的发布了该语言。

- E4X 在 Flash CS3、Adobe AIR 和 Adobe Flex 中可用，因为它们都使用 ActionScript 3 作为脚本语言。

- E4X 在 Adobe Acrobat 和 Adobe Reader 8.0 或更高版本中可用。

- E4X 在 Aptana 的 Jaxer Ajax 应用服务器中可用，该服务器使用了 Mozilla 的服务器端引擎。

- 从 Alfresco Community Edition 2.9B 以后，E4X 也可以在在这个企业文档管理系统中可用。